# Yekaterina Iliújina
Yekaterina Serguéyevna Iliújina –en ruso, Екатерина Сергеевна Илюхина– (Novosibirsk, 19 de junio de 1987) es una deportista rusa que compitió en snowboard, especialista en las pruebas de eslalon paralelo.
Participó en dos Juegos Olímpicos de Invierno, obteniendo una medalla de plata en Vancouver 2010, en la prueba de eslalon gigante paralelo, y el 12.º lugar en Sochi 2014, en la misma disciplina.

## Medallero internacional
| Juegos Olímpicos | Juegos Olímpicos   | Juegos Olímpicos | Juegos Olímpicos         |
| Año              | Lugar              | Medalla          | Competición              |
| ---------------- | ------------------ | ---------------- | ------------------------ |
| 2010             | Vancouver (Canadá) | Medalla de plata | Eslalon gigante paralelo |